# Hadım Şehabeddin
Hadım Şehabeddin Şahın Paşa, Hadim Sihàb ed-Dîn Pasa o Hadim Şehabeddin Pasha, apodado Kula Shahin, fue un comandante militar otomano del siglo XV.
Probablemente de origen georgiano, Şehabeddin empezó su carrera en la jerarquía otomana como recluta bajo el sistema devsirme y como eunuco (de ahí el sobrenombre Hadim) en el palacio del sultán. Fue pronto ascendido al cargo de sanjak-bey del Sanjak de Albania y desde entonces 1439 a beylerbey del Eyalato de Rumelia. 
Şehabeddin destacó como ardiente partidario de la política expansionista del Imperio Otomano. Mandó la fuerza otomana que capturó Novo Brdo en 1441. Después de ser severamente derrotado en una batalla contra fuerzas de Juan Hunyadi en septiembre de 1442,  fue depuesto del cargo de beylerbey. En 1444 fue otra vez brevemente nombrado beylerbey de Rumelia. Şehabeddin murió en 1453 en Bursa.

## Nombre y primeros años
En algunas fuentes su apodo se tradujo erróneamente como "halcón marrón" a pesar de que es de hecho una referencia a su origen esclavo, porque fue puesto a servicio del sultán bajo el sistema devsirme. Llegó a la corte otomana muy joven, como esclavo y era probablemente de origen georgiano. Completó la Escuela Enderun y sirvió como eunuco ("Hadim" en turco) en el harén y palacio del sultán.

## Carrera militar

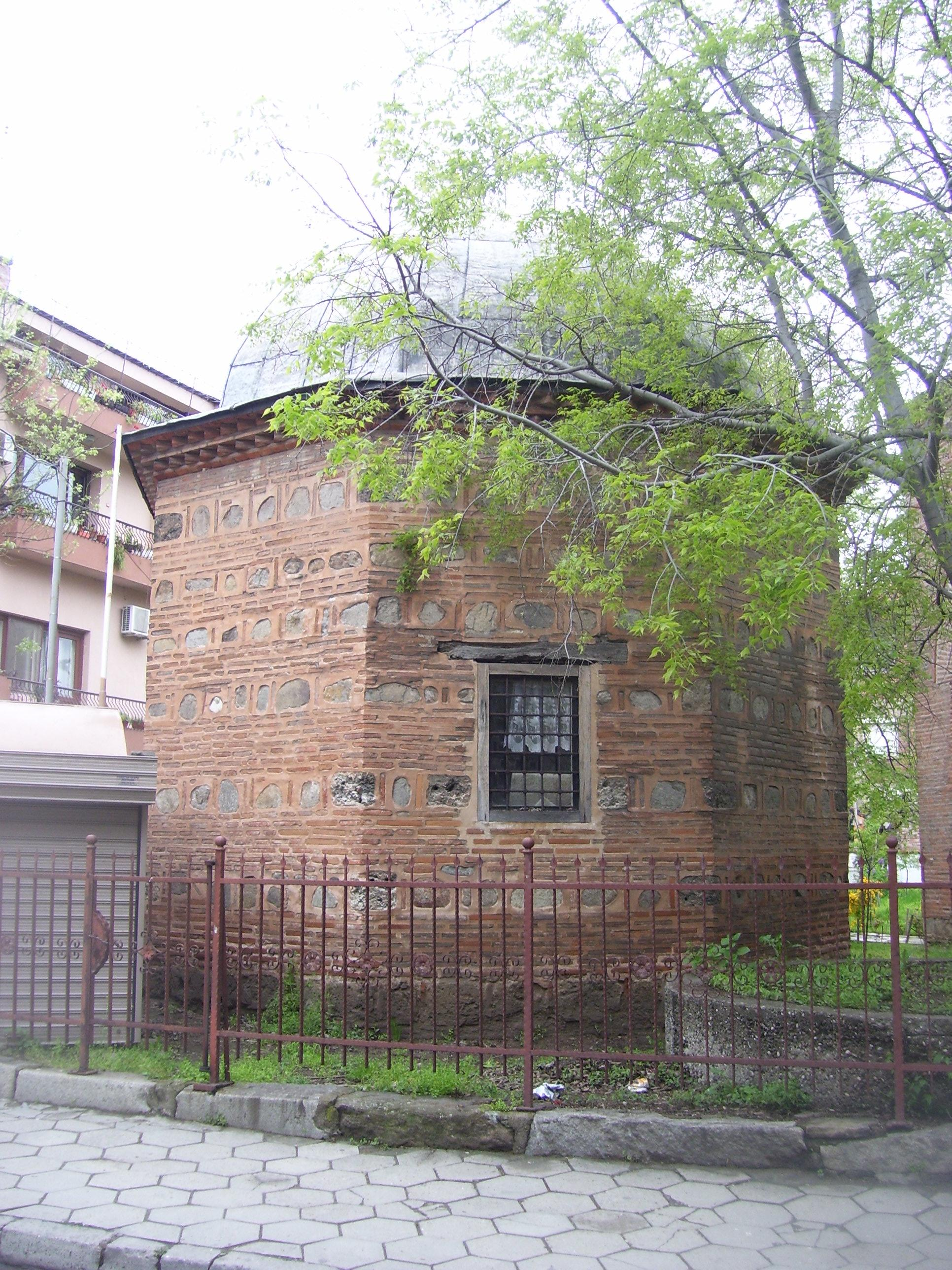
Türbe de Hadim Şehabeddin en Plovdiv

Ascendió dentro de la jerarquía de palacio y fue nombrado Kapi Agha (cabeza del Palacio Interior y eunuco guardián de la puerta), lo que era la posición más elevada un esclavo podía lograr en la corte otomana. En este puesto era el canal por el que llegaban todas las peticiones al sultán, lo que le proporcionó una influencia tanto con el sultán como con los peticionarios.
La primera posición de Şehabeddin fuera del palacio fue en Gjirokastër, como sanjak-bey del Sanjak de Albania. En 1439 fue ascendido a la posición militar más alta en el imperio, beylerbey del Eyalato de Rumelia. Şehabeddin fue uno de los "halcones" en palacio que defendían una política exterior agresiva. Siendo hadim tenía acceso a la familia del sultán familiar, incluyendo a su hijo Mehmed el Conquistador, en quien podría haber influido en sus posteriores políticas imperialistas.
Bajo los órdenes de Şehabeddin, las fuerzas otomanas capturaron y guarecieron la fortaleza medieval de Žrnov, localizada en la parte más alta de Avala, y pusieron las fortificaciones bajo supervisión directa del pachá.  El 13 de junio de 1441 Şehabeddin, que estaba en Vučitrn, escribió una carta a los ciudadanos de Ragusa en los que garantizaba un salvoconducto a los diplomáticos. El 27 de junio de 1441, fuerzas bajo sus órdenes capturaron Novo Brdo. Şehabeddin recibió al embajador de Ragusa Primović en Dobrijevo (cerca de Vučitrn) y le aconsejó que "honraran al sultán" con ricos presentes si querían evitar acabar pagando tributo al Imperio Otomando. Haciendo caso a su consejo y tras muchos esfuerzos se logró un acuerdo por el que se envíaban presentes anualmente.

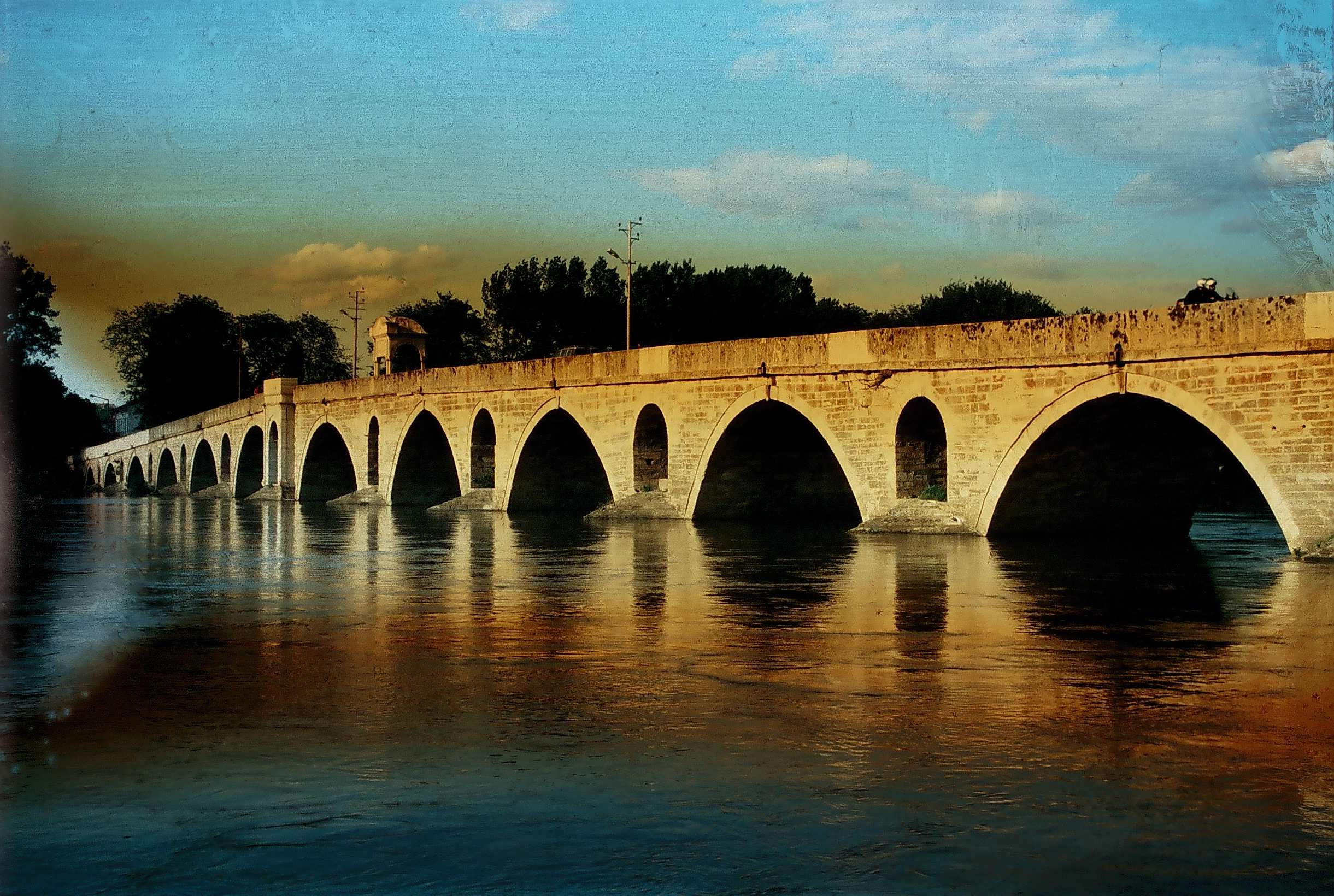
Saraçhane Puente

El 2 o 6 de septiembre de 1442 un ejército mandado por Şehabeddin y dieciséis sanjakbeys subordinados fue enviado por el sultán Murad II a Valaquia para acabar con Vlad II Dracul. Estas fuerzas fueron duramente derrotadas cerca del río Ialomițun por las tropas comandadas por Janos Hunyadi.  Tras esta derrota, Şehabeddin fue depuesto del título de beylerbey de Rumelia y visir (cargo que había llegado a alcanzar).
En 1444 Şehabeddin reapareció como comandante de las fuerzas que lucharon contra Orhan, pretendiente al trono otomano, y fue otra vez nombrado beylerbey de Rumelia en Varna. Suyo defensa de la política expansionista agresiva le hizo el rival principal de Çandarlı Halil Pasha el Joven. Murió en 1453 en Bursa después de que haber presenciado el éxito de la política expansionista que siempre defendió y que ejemplifican tanto la conquista otomana de Constantinopla como la ejecución de su principal rival Çandarlı Halil Pasha.

## Legado
Şehabeddin construyó una mezquita en 1436 en Adrianópolis conocida como Hacı Şahabettin Camii o Kirazlı Cami (la Mezquita de Cereza). Evliya Celebi narra que en Plovdiv Şehabeddin construyó una mezquita, una madraza y un caravansaray a los que daba nombre. En 1451 el Puente Saraçhane  a través del río Tunca en Edirne fue construido bajo órdenes de Şehabeddin.